# A Great Wrong Righted (film 1909)
A Great Wrong Righted è un cortometraggio muto del 1909. Il nome del regista non viene riportato nei credit del film.

## Trama
In una città sulla costa arriva un giovanotto per passarvi le vacanze. Lì, conosce la figlia di un pescatore con la quale inizia una relazione. Insieme, passano felici alcuni mesi, fino al momento in cui la madre di lui gli combina un matrimonio con una ragazza della buona società. Nonostante le preghiere della ragazza che lo ama, l'uomo la lascia, scegliendo di obbedire alla madre. La cerimonia di nozze, però, non va a buon fine perché la giovane abbandonata si presenta in chiesa denunciando il traditore e la sposa rifiuta adesso il matrimonio. La figlia del pescatore, con la sua bambina in braccio, torna a casa dal padre che la riprende con sé.
Sono passati cinque anni. La bambina aiuta la madre vendendo fiori per strada. Un giorno incontra un uomo che si comporta molto stranamente. Senza sapere che quello è suo padre, la piccola gli impedisce di uccidersi. Lui, per la vergogna, dopo le nozze mancate era andato via da casa ed era caduto sempre più in basso, fino a giungere quel giorno alla decisione di suicidarsi. La bambina riuscirà a riunire i suoi genitori che, dopo essersi riconciliati, ritroveranno la forza di riprendere la loro vita insieme,

## Produzione
Il film fu prodotto dalla Lubin Manufacturing Company.

## Distribuzione
Distribuito dalla Lubin Manufacturing Company, il film uscì nelle sale cinematografiche statunitensi il 5 luglio 1909.